# Rivière Lavergne
Rivière Lavergne är ett vattendrag i Kanada.   Det ligger i provinsen Québec, i den sydöstra delen av landet, 500 km nordväst om huvudstaden Ottawa. Rivière Lavergne ligger vid sjön Lac Turgeon.
I omgivningarna runt Rivière Lavergne växer i huvudsak blandskog. Trakten runt Rivière Lavergne är nära nog obefolkad, med mindre än två invånare per kvadratkilometer.